# Flambering

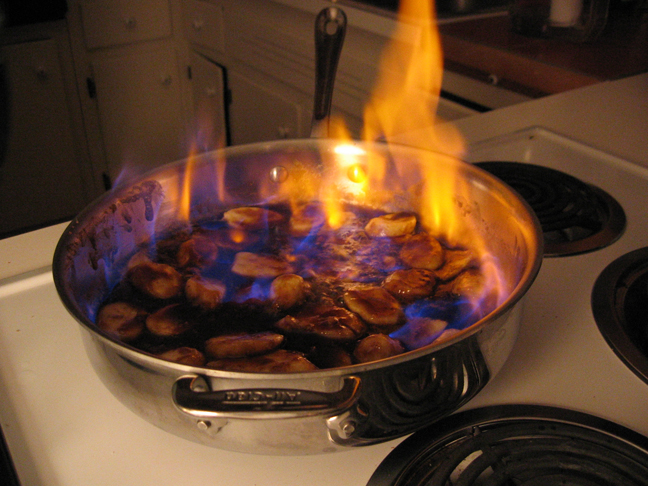
Flambering.

Flambering är en matlagningsmetod där man tillsätter en spritdryck i maten, exempelvis cognac eller whisky, och sedan sätter eld på den. Vid flamberingen brinner alkoholen, eller en del av denna, upp medan smakämnen kvarstår. Samtidigt sker en viss uppvärmning av det som flamberas. Båda processerna bidrar till den slutgiltiga smaken.
I princip kan vad som helst flamberas med vad som helst. Lättantändligheten ökar ju högre alkoholhalten är och ju varmare maträtten är. Huvuddelen av de recept som innehåller flambering bygger därför på en kombination av sprit och mat som är väl uppvärmd och där värme tillförs kontinuerligt. Det går att använda spritsorter med lägre alkoholhalt, till exempel punsch, om den förvärms.

## Uppvisning och säkerhet
Vid flambering bildas eldflammor som kan bli stora och svåra att kontrollera. Det utgör därför en brandfara och kräver förberedelser. Vid flambering under köksfläkt kan flott i fläkten och skorstenen fatta eld. Ett lock kan användas för att kväva en eld som behöver avbrytas.
När flambering används som en del av en uppvisning för matgästerna väljs rätter där flamberingen är ett av de sista momenten, så att maten kan serveras direkt därefter.

## Exempel på flamberad mat
- Förrätt: Crêpes med lämplig smak och glass till. Flamberas i Grand Marnier.
- Huvudrätt: Pepparbiff är en vanlig flamberad rätt där man minskar stektiden av köttet med 1–2 minuter och istället häller på cognac som sedan antänds.
- Efterrätt: Plättar med glass och hjortronsylt där plättarna flamberas i punsch.
- Efterrätt: Ananashalvor som steks i smör och socker, flamberas i rom och serveras med grädde och/eller glass.
- Wikimedia Commons har media som rör Flambering.